# Cmentarz wojenny nr 247 – Szczucin
Cmentarz wojenny nr 247 – Szczucin  – austriacki cmentarz z I wojny światowej w miejscowości Szczucin, gminie Szczucin w powiecie dąbrowskim, województwie małopolskim. Jest jednym z 400 zachodniogalicyjskich cmentarzy wojennych zbudowanych przez Oddział Grobów Wojennych C. i K. Komendantury Wojskowej w Krakowie. W VII okręgu dąbrowskim cmentarzy tych jest 9.

## Opis cmentarza

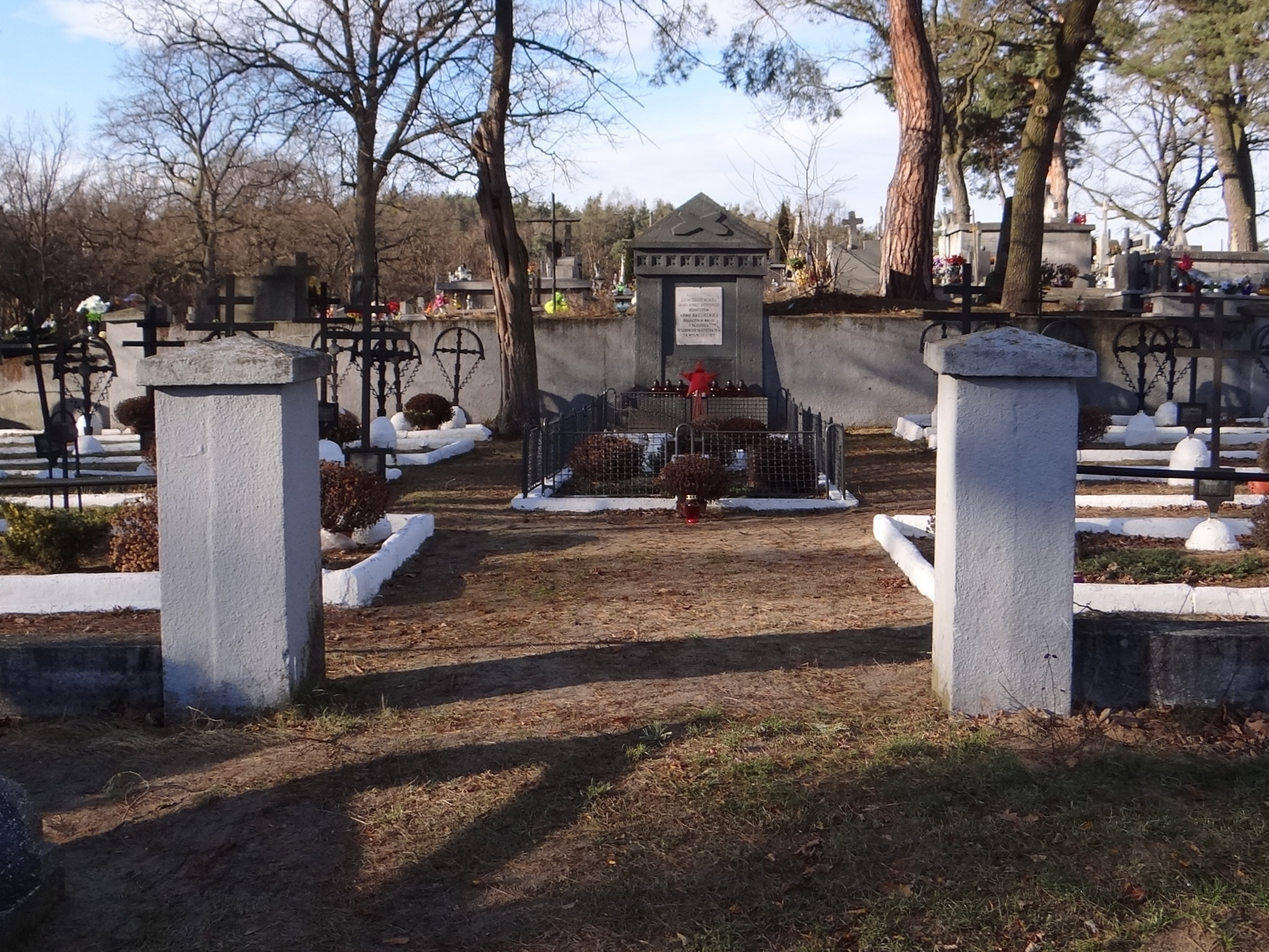
Bramka i środkowa część cmentarza

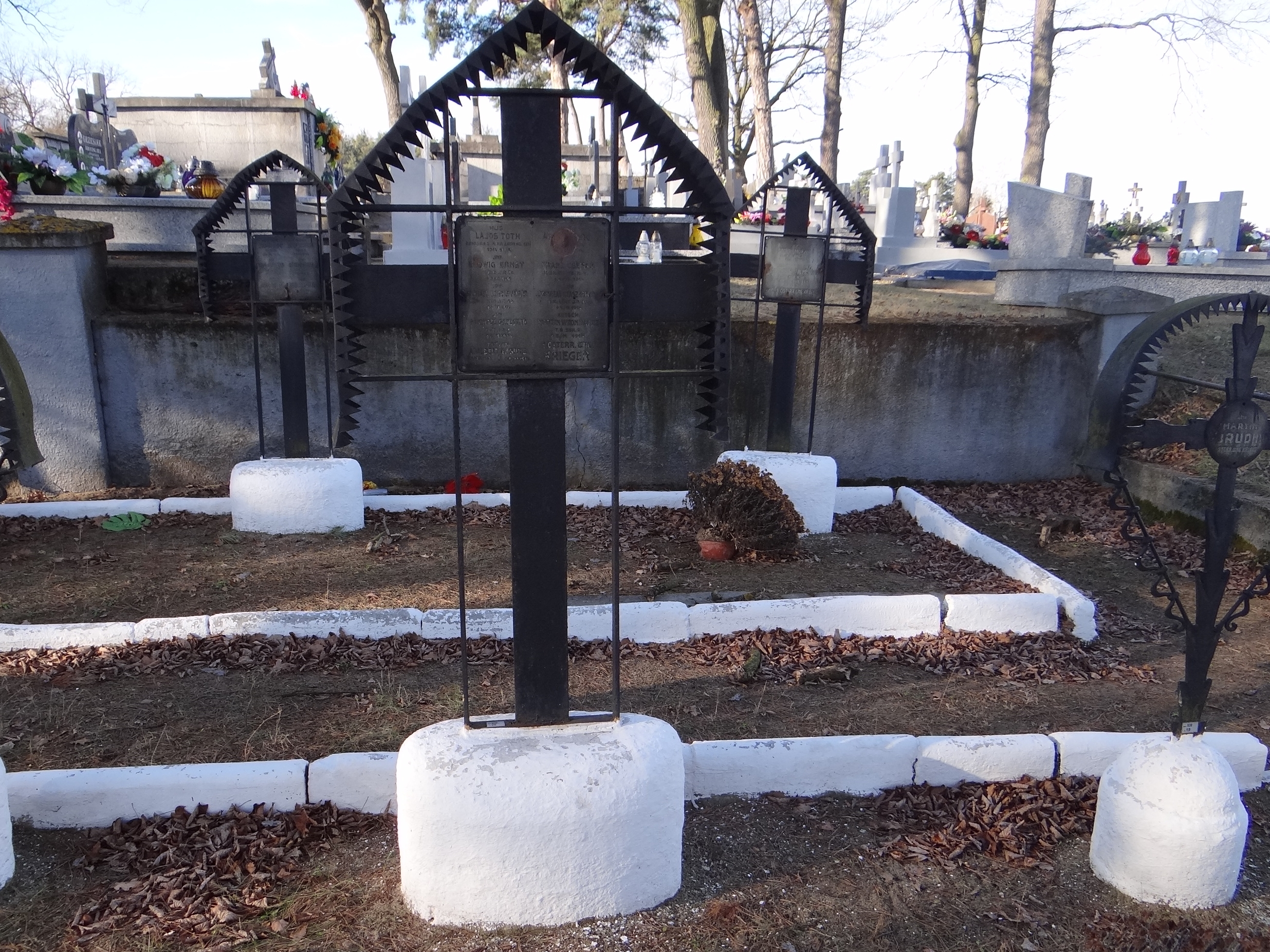
Jeden z krzyży

Cmentarz znajduje się w środkowej części cmentarza parafialnego w Szczucinie. Wykonano go na planie prostokąta o rozmiarach 28 × 15 m. Projektantem był Johan Watzal. Ogrodzenie cmentarza od strony wschodniej składa się z betonowego muru, za którym znajduje się ziemny pagórek. Z pozostałych stron są to betonowe słupki, pomiędzy którymi umieszczono poręcze ze stalowych rur. Wejście przez bramkę od strony zachodniej, Bramkę tworzą dwa betonowe słupki i niska żelazna furtka. Głównym elementem cmentarza jest pomnik wykonany w formie portyku ozdobionego stylizowanym wizerunkiem skrzyżowanych luf armatnich, wyróżnionego ze ścianki, która stanowi ogrodzenie nekropolii od wschodu. Groby żołnierzy umieszczone w czterech równoległych rzędach. Otoczone są betonowymi krawężnikami, pomiędzy którymi znajdują się równoległe ścieżki. Groby zwieńczone są kilkoma rodzajami żeliwnych, kutych krzyżów.
Środkową część cmentarza pomiędzy bramka wejściową, a ścianą z ozdobnym portykiem tworzy plac centralny. Pochowano na nim w odrębnej kwaterze 57 żołnierzy radzieckich poległych w 1945 r., a na portyku umieszczono poświęconą im tablicę pamiątkową. Nazwiska tych żołnierzy są nieznane.
Cmentarz zachowany jest w bardzo dobrym stanie, wszystkie krzyże żeliwne istnieją. Został odremontowany i jest regularnie pielęgnowany.

## Spis poległych
Na cmentarzu pochowano 56 żołnierzy austro-węgierskich, 3 niemieckich i 39 rosyjskich i 2 żołnierzy serbskich w 53 grobach pojedynczych i 12 zbiorowych. Cmentarz jest w bardzo dobrym stanie. Pochowani na tym cmentarzu żołnierze austro-węgierscy należeli do bardzo wielu jednostek: do 4, 5, 39, 40, 76 i 89 pułku piechoty, 11,12, 13,15, 18, 22, 31 i 36 pułku piechoty landwehry, 5,12,13,18 i 20 pułku piechoty honwedu, 3 pułku huzarów, 2 pułku huzarów honwedu, 33 pułku artylerii polowej, 5 i 11 batalionu taborów, 10 batalion saperów oraz 4 i 9 kompanii kolejowej. Żołnierze niemieccy  należeli do 38 pułku piechoty landwehry, a żołnierze rosyjscy do 300 pułku piechoty i 126 pułku dragonów. Serbowie przynależeli do 15 pułku piechoty i 3 pułku ułanów. Nie do końca wiadomo, skąd wzięli się żołnierze serbscy, Serbia bowiem w owym czasie była w stanie wojny z Austro-Węgrami. Być może byli to żołnierze walczący w armii rosyjskiej jako ochotnicy,